# Casa a l'avinguda Pau Casals, 14 (Campdevànol)
La casa a l'Avinguda Pau Casals és una obra del municipi de Campdevànol (Ripollès) inclosa en l'Inventari del Patrimoni Arquitectònic de Catalunya. El conjunt de la casa i el jardí constitueixen un exemple molt característic de les construccions en ciutat-jardí del primer quart de segle XX i juntament amb altres edificis catalogats contribueixen a donar una gran homogeneïtat a tot un sector del poble. Són destacables, a l'interior, les rajoles de motius modernistes de molt bona conservació, al contrari de les pintures exteriors, cada dia més degradades.